# Davy Tuytens
Davy Tuytens (* 14. Juli 1986 in Gent) ist ein belgischer Bahn- und Straßenradrennfahrer.
Davy Tuytens wurde bei der belgischen Junioren-Bahnradmeisterschaft 2003 in Gent Meister im Scratch, Zweiter im Keirin und jeweils Dritter im Punktefahren und im Sprint. Im nächsten Jahr wurde er wieder Dritter im Sprint und diesmal Zweiter im Punktefahren. In der Bahnrad-Saison 2005/2006 gewann er zusammen mit Nicky Cocquyt drei Rennen der UIV-Cup-Serie. Bei belgischen Elitemeisterschaften belegte er in der Zeit von 2007 bis 2009 insgesamt sechs Podiumsplatzierungen in den Disziplinen Punktefahren, Zweier-Mannschaftsfahren und Mannschaftsverfolgung.
Auf der Straße fuhr er von 2008 bis 2010 für das belgische Continental Team Josan-Mercedes.

## Erfolge
2003
- Belgischer Meister – Scratch (Junioren)

## Teams
- 2008 Josan-Mercedes
- 2009 Revor-Jartazi (bis 31.08.)
- 2009 Josan Isorex Mercedes Benz Aalst-CT (ab 01.09.)